# José Antonio Escuredo
José Antonio Escuredo (n. 19 ianuarie 1970, Girona, Catalonia, Spania) este un ciclist spaniol, medaliat olimpic. A participat la o ediție a Jocurilor Olimpice (2004) în care a câștigat o medalie de argint.

## Participări
Lista de mai jos prezintă principalele competiții la care a participat José Antonio Escuredo de-a lungul carierei.
- cycling at the 2004 Summer Olympics – men's Keirin[*]